# Wolfgang-Amadeus-Mozart-Preis
Der Wolfgang-Amadeus-Mozart-Preis wurde ab 1935 von der Stiftung Johann Wolfgang von Goethe in Vaduz, ab 1968 von der Johann Wolfgang von Goethe-Stiftung in Basel verliehen. Der Preis war ursprünglich für das „bairische Stammestum des Alpenraumes“ bestimmt. Stifter war der Hamburger Kaufmann Alfred Toepfer (1894–1993), der auch die Stiftung F.V.S. (seit 1994 Alfred Toepfer Stiftung F.V.S.) gestiftet hat. Die Verleihungen erfolgten durch die Ludwig-Maximilians-Universität München, die Karl-Franzens-Universität Graz und die Universität Innsbruck. Seit 2005 wird der Preis nicht mehr vergeben.

## Preisträger (Auswahl)
- 1935: Heinrich von Srbik, Historiker (verleihende Universität: München)
- 1936: Josef Weinheber, Schriftsteller (verleihende Universität: München)
- 1937: Max Mell, Schriftsteller (verleihende Universität: Graz)
- 1938: Franz Nabl, Schriftsteller (verleihende Universität: Graz); Josef Pöll, Chorleiter, Komponist (verleihende Universität: Innsbruck)
- 1939: Hans Kloepfer, Schriftsteller; Switbert Lobisser, Maler (verleihende Universität: Graz)
- 1940: Rudolf Stolz, Maler; Josef Wenter, Schriftsteller (verleihende Universität: Innsbruck)
- 1941: Josef Nadler, Germanist (verliehen 1952) (verleihende Universität: Innsbruck)
- 1942: Hans Pirchegger, Historiker; Martin Wutte, Archivar, Historiker (verleihende Universität: Graz)
- 1943: Hubert Lanzinger, Maler; Eduard Lucerna, Komponist, Volksliedforscher (verleihende Universität: Innsbruck)
- 1964: Joseph Lefftz, Elsässischer Volkskundler und Literaturwissenschaftler
- 1970: Heinrich Zillich, siebenbürgischer Schriftsteller und Vertriebenenfunktionär, ehemaliges NSDAP-Mitglied und Wehrmachtsoffizier (verleihende Universität: Innsbruck)
- 1983: Hugo Loetscher, Schriftsteller, Journalist (verleihende Universität: Innsbruck)
- 1990: Erika Burkart, Schriftstellerin (verleihende Universität: Innsbruck)
- 1993: Thomas Hürlimann, Schriftsteller
- 1997: Noëmi Nadelmann, Opernsängerin
- 1999: Franz Welser-Möst, Dirigent
- 2004: Brigitte Fassbaender, Sängerin und Regisseurin

## Mitglieder des Kuratoriums
Mitglieder des Kuratoriums waren Karl August Fischer, Viktor Geramb, Karl Haushofer (V), Raimund von Klebelsberg (V), Paul Kluckhohn, Karl Alexander von Müller, Josef Nadler (V), Viktor Paschinger, Karl Polheim und Richard Suchenwirth.